# Lycksele

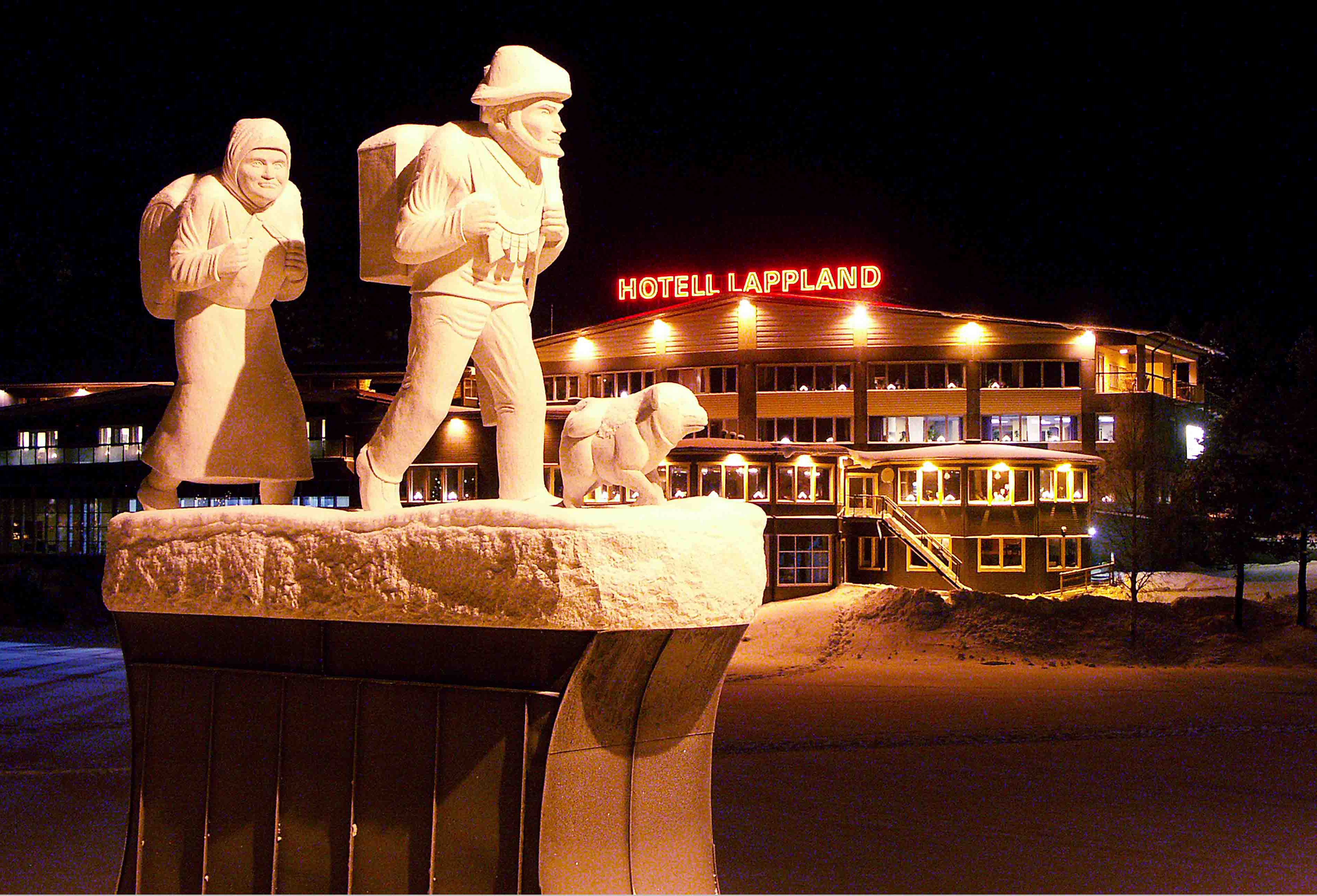
Denkmal für die ersten Siedler

Lycksele (südsamisch: Liksjoe, umesamisch: Likssjuo) ist eine Stadt in der schwedischen Provinz Västerbottens län und der historischen Provinz Lappland. Lycksele liegt 130 km nordwestlich von Umeå an der Europastraße 12 und ist Hauptort der gleichnamigen Gemeinde. Lycksele hat einen Bahnhof an der Bahnstrecke Hällnäs–Storuman.

## Geschichte
Lycksele ist einer der ältesten Orte Lapplands und war ab dem 17. Jahrhundert Zentrum für das südliche Lappland. Lycksele wurde 1929 Markt und bekam 1946 die Stadtrechte. Mit etwa 2900 Einwohnern war die Stadt damals eine der kleinsten Städte Schwedens, erlebte aber eine dynamische Entwicklung als Handels- und Dienstleistungszentrum für das südliche Lappland.

## Sehenswürdigkeiten
Lycksele ist ein wichtiges Wintersportzentrum, aber auch ein Segelflugzentrum. In Lycksele befindet sich der nördlichste Tierpark Europas. Hier lassen sich vornehmlich einheimische nordschwedische Tiere sehen. Eine besondere Attraktion stellen die Moschusochsen und das Aquarium mit strömendem Wasser dar. In Lycksele findet jedes Jahr Anfang März ein Markt statt, eine Tradition, die sich bis ins 17. Jahrhundert zurückverfolgen lässt. Früher war er ein Treffpunkt für Samen und Kaufleute, heute ist er ein Volksfest, das Tausende Besucher von nah und fern anlockt, wobei die Samen in ihren Trachten eine weitere Sehenswürdigkeit ausmachen.
Gammplatsen ist heute ein Freilichtmuseum, war aber früher der alte Treff- und Marktplatz der Samen. Neben dem Freilichtmuseum befindet sich auch das Waldmuseum (Skogsmuseum).

## Persönlichkeiten
- John Lindgren (1899–1990), Nordischer Skisportler und Weltmeister
- Johan Norberg (* 1959), Gitarrist
- Elisabeth Svantesson (* 1967), Politikerin
- Melker Karlsson (* 1990), Eishockeyspieler
- David Rundblad (* 1990), Eishockeyspieler
- Linn Svahn (* 1999), Skilangläuferin